# Ranunculus duoxionglashanicus
Ranunculus duoxionglashanicus är en ranunkelväxtart som beskrevs av Wen Tsai Wang. Ranunculus duoxionglashanicus ingår i släktet ranunkler, och familjen ranunkelväxter. Inga underarter finns listade i Catalogue of Life.